# Comité de Basilea

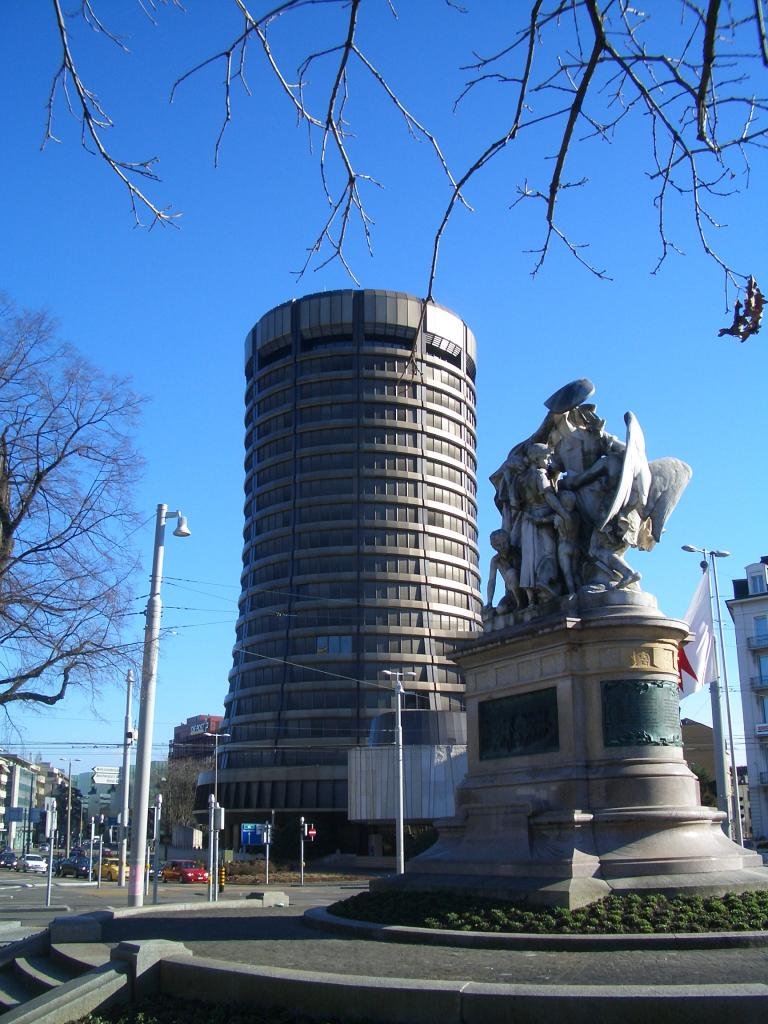
Predio del BIS, donde está localizada la Secretaria del Comité de Basilea

El Comité de Basilea es la denominación usual con la que se conoce al Comité de Supervisión Bancaria de Basilea (BCBS, sigla de Basel Committee on Banking Supervision en inglés), la organización mundial que reúne a las autoridades de supervisión bancaria, cuya función es fortalecer la solidez de los sistemas financieros. Entre las normas de importancia que el Comité ha emitido, se encuentran las recomendaciones sobre blanqueo de capitales.

## Historia
El Comité fue establecido en 1975 por los presidentes de los bancos centrales de los once países miembros del Grupo de los Diez (G-10) en aquel momento. Normalmente se reúne en el Banco de Pagos Internacionales (en inglés BIS, BPI en Español), Basilea, Suiza, donde se encuentra su Secretaría permanente, de 12 miembros. A sus reuniones plenarias, que se celebran cuatro veces al año, asisten también representantes de la autoridad nacional supervisora cuando esta función no recae en el banco central respectivo. El Comité se refiere a menudo como el Comité del BPI, debido a su lugar de reunión. Sin embargo, el BPI y el Comité de Basilea siguen siendo dos entidades distintas.
Desde su surgimiento, el Comité se constituyó en un foro de discusión para fomentar la mejora y la convergencia de las prácticas y normativas de supervisión bancaria, buscando perfeccionar las herramientas de fiscalización internacional, a través de acercamientos y de estándares comunes. Dieter Kerwer reporta que «el BCBS no es una organización multilateral clásica. No tiene tratado fundacional, y no promulga regulación (normativa). Más bien, su función principal es actuar como un foro internacional para encontrar soluciones de política y promulgar estándares».
En 1988, el Comité aprobó el denominado Acuerdo de Capital de Basilea (Basilea I), que introducía unas exigencias mínimas de recursos propios del 8% en función de los riesgos asumidos, principalmente de crédito. Este Acuerdo fue adoptado no solo por los países integrantes del Comité, sino por prácticamente todos aquellos que tienen un sector bancario activo internacionalmente.

## Funcionamiento
El Comité de Basilea está constituido actualmente por representantes de las autoridades de supervisión bancaria de los bancos centrales de Bélgica, Canadá, Francia, Alemania, Italia, Japón, Países Bajos, Suecia, Suiza, Reino Unido y Estados Unidos, y dos países más, asociados al G-10, Luxemburgo y España. El Banco de España es miembro de pleno derecho desde 2001.
El comité formula las normas generales de supervisión y directrices y recomienda las declaraciones de buenas prácticas en la supervisión bancaria (ver regulación bancaria o Basilea II, por ejemplo) con la esperanza de que las autoridades miembro y las autoridades de países no miembros tomarán medidas para ponerlas en práctica a través de sus propios sistemas nacionales, ya sea en forma legal o de otra manera. Efectivamente, a pesar de no tener autoridad para hacer cumplir sus recomendaciones, la mayoría de los países, miembros o no, tienden a implementar las políticas dictadas por el Comité.

## Presidentes
- Sir George Blunden (1974-1977), director ejecutivo del Banco de Inglaterra.
- Peter Cooke (1977-1988), director asociado del Banco de Inglaterra.
- Huib J. Muller (1988-1991), director ejecutivo del De Nederlandsche Bank.
- E. Gerald Corrigan (1991-1993), presidente del Banco de la Reserva Federal de Nueva York.
- Tommaso Padoa-Schioppa (1993-1997), director general adjunto del Banco de Italia.
- Tom de Swaan (1997-1998), director ejecutivo del De Nederlandsche Bank.
- William J McDonough (1998-2003), presidente del Banco de la Reserva Federal de Nueva York.
- Jaime Caruana (2003-2006), gobernador del Banco de España.
- Nout Wellink (2006-2011), presidente del De Nederlandsche Bank.
- Stefan Ingves (2011-2019), gobernador del Banco de Suecia.
- Pablo Hernández de Cos (2019-presente), gobernador del Banco de España.